# Тулбень
Тулбень (мар. Тулгем) — деревня в Сернурском районе Республики Марий Эл. Входит в состав Марисолинского сельского поселения.

## География
Находится в северо-восточной части республики Марий Эл на расстоянии приблизительно 14 км на север от районного центра посёлка Сернур.

## История
Известна с 1811 года как починок, где проживали 14 крещёных мари. В 1836 году в 3 дворах проживали 29 человек. В 1885 году значилось 15 дворов, 82 жителя, мари. В 1975 году в 23 дворах проживали 129 человек, в 1988 году в 20 дворах осталось 70 человек. В 2004 году 12 дворов. В советское время работал колхоз «Тулбень».

## Население
Население составляло 35 человек (мари 100 %) в 2002 году, 36 в 2010.